# リタ (プロレスラー)
リタ（Lita、1975年4月14日 - ）は、アメリカ合衆国の女子プロレスラー、ディーヴァ、現在はバンドThe Luchagorsのボーカリスト。ノースカロライナ州サンフォード出身。身長168cm、体重61kg。アメリカのプロレス団体WWEに所属していた。本名はエイミー・クリスティン・デュマ（Amy Christine Dumas）。

## 来歴
1998年にノースカロライナ州を拠点とするプロレス団体、オメガ・レスリングにてプロレスデビュー。オメガ・レスリングには、後のハーディー・ボーイズ、シャノン・ムーア、グレゴリー・ヘルムズ、クリストファー・ダニエルズなども所属していた。
1999年にECWに移籍。リングネームをアンジェリカとして、女子マネージャー役としての登場であった。1999年の年末にはWWE（当時WWF）に移籍し、現在のリングネームリタを用い始めた。
WWFの番組にはルチャードであるエッセ・リオスのマネージャー役としての登場であった。最初はマネージャー役のみでの登場だったが、女子レスラーとしての活動も開始する。その後、ディーン・マレンコとのストーカー的なアングル（実生活で恋人同士であったマット・ハーディーとリタを番組内でも恋人同士として扱うためのストーリー）を経て、ハーディー・ボーイズに加入、3人でチーム・エクストリームを結成した。チームメンバーのマット・ハーディーとは実生活の恋人だけでなく、アングル上においても恋人同士となる。チーム・エクストリームは2001年の年末に喧嘩別れをして解散、マット・ハーディーとジェフ・ハーディーの兄弟対決ストーリーへと続き、リタはマット・ハーディーとはギミック上のみ破局する。しかし、翌年の2002年1月20日、マット・ハーディーがRoyal Rumble 2002のロイヤルランブル・マッチに参戦した際にリタ同伴で登場。2月17日に行われた次大会、No Way Out 2002では、WWFタッグ王座第一挑戦者決定戦に3人そろって仲良く参戦（リタはあくまでマネージャーであり、試合参戦はしていないが）し、何事もなかったかのようにチーム・エクストリームは復活している。
ハーディー・ボーイズのマネージャー的な役割と並行して、女子王座戦線の主役として活動していたが、FOXのテレビ番組ダーク・エンジェル撮影中に首を負傷し、WWEから長期離脱する。選手としての復帰までの間、ジョナサン・コーチマンと共に、RAWの別番組「Sunday Night HEAT」の解説を務めたり、自伝を出版したりした。なお、リタの怪我による欠場と、マット・ハーディーのSmackDown!移籍によるハーディー・ボーイズの事実上の解散で、チーム・エクストリームも徐々にフェードアウトしていった。そのため、破局や解散といったストーリーは描かれておらず、のちのストーリーへの展開に一役買うことになった。
2003年4月21日、HEATの解説を務める傍ら、怪我の回復具合とトレーニング再開をファンに報告するためRAWに出演する。しかし、GMエリック・ビショフが登場。さんざんセクハラされたあげく、クビを宣告されるという悲惨な目に遭ってしまう。しかし、共同GMのストーン・コールド・スティーブ・オースチンによって再雇用され、失業は免れた。
そして怪我も癒え、満を持して9月15日のRAWでモーリー・ホーリーとゲイル・キムからトリッシュ・ストラタスを救援する形で復帰する。そのままトリッシュ・ストラタスとのタッグで活動しつつ、女子王座挑戦権を獲得しモーリー・ホーリーと抗争した。11月16日、Survivor Series 2003でモーリー・ホーリーの王座に挑むものの敗れた。翌日のRAWでは、マット・ハーディーがSmackDown!より移籍してきてリタにプロポーズ、かと思ったら、直後の試合でマット・ハーディーにフラれ、あげくエリック・ビショフにクビを宣告される（どちらもギミック上での話）という悲惨な目に遭った。このクビはクリスチャンがすぐに取り消し、事なきを得た。翌週11月24日のRAWでは、ビクトリアと番組史上初のディーヴァによる金網戦を行っている。この試合は、マット・ハーディーの妨害により敗れた。度重なるマット・ハーディーからの嫌がらせで傷心のリタに対し、クリスチャンが優しく慰めてくれた、かと思ったら、それはクリス・ジェリコとクリスチャンのどちらが先に女を落とせるかという賭け事に巻き込まれただけであり、結局フラれたような形となり、そのまま同じような境遇にあったトリッシュ・ストラタスと共に、クリス・ジェリコとクリスチャンを相手に抗争に入った。そしてそのままクリス・ジェリコとクリスチャンがトリッシュ・ストラタスを巡る抗争に入ったため、トリッシュ・ストラタスとのコンビはなくなった。
2004年には、リタを巡ってのケインとマット・ハーディーの抗争、その後のアングル上での結婚、妊娠、ジーン・スニツキーの攻撃による流産（当初は流産はストーリーにはなかったが、ケインがスニツキーの攻撃を受けた際に、受け止めきれずに勢いあまってリタに覆いかぶさるように倒れてしまったために急遽追加したもので、これにより妊娠ストーリーは予定より早く終了した）、その後の復讐と続き、そしてトリッシュ・ストラタスとの抗争へと続いた。12月6日のRAWでは、トリッシュ・ストラタスを倒して自身二度目となる女子王座を獲得している。
2005年に入り、エッジと不倫しケインとアングル上離婚する。WWE入団以来一貫してベビーフェイスであったが、この時ヒールにターンする。このエッジとの不倫はもともと実生活においての実際の出来事。このことが原因で、チーム・エクストリーム時代以来実生活での恋人であったマット・ハーディーと別れることとなる。エッジとは、2005年6月にアングル上の結婚をする。そして、ケイン、マット・ハーディーとの抗争を繰り広げ始めた。その際、彼女の事を「HO〜（日本語で「娼婦」という意味、字幕では「アバズレ」。）」とチャントするのが恒例となっていた。
ヒールターンしてからは、エッジというトップヒールがずる賢く試合に勝利するためのアシスト役に収まることが多くなり、試合をする回数が圧倒的に減った。トリッシュ引退及び自身の引退試合を除くと、ルチャ系の技を全く使わずに試合をしていた事になる。
その後はトリッシュの引退によりベビーターンしたミッキー・ジェームスと抗争を続けていたが、2006年11月26日Survivor Series 2006において引退。しかし、盛大に祝福されながら引退したトリッシュとは対照的に観客から大ブーイングされた挙句、クライム・タイムに下着を盗まれる等、いくらアングルとはいえあまりにも惨めな引退となってしまった。
引退後は、パンク・ロック・バンドThe Luchagorsのボーカルとして活動していたが、2014年7月に解散した。
2007年12月10日、トリッシュ・ストラタスと共にRAW15周年記念特別番組に登場し、元気な姿を見せた。ちなみにこの時は引退試合と打って変わって、観客から大声援を受けた。また、2012年7月23日のRAW1000回記念大会にも登場。ヒース・スレイターと対戦し、勝利した。
2014年2月10日、WWE殿堂入りが発表された。
2015年7月、タフイナフ6にコーチとして登場。2016年はレッスルマニア32に登場。WWE女子王座の新設を発表。2017年にはメイ・ヤング・クラシックの解説を務めた。
2018年1月に行われた、ロイヤルランブル2018にて、史上初の女子ランブル戦の5人目としてサプライズ復帰。2人脱落させたが、3番目に敗退した。
2018年10月28日のWWEエボリューションにて、トリッシュ・ストラタスとのドリームタッグで、アリシア・フォックス、ミッキー・ジェームス組に勝利した。
2022年1月14日、20年ぶりにスマックダウンに登場。王座獲りを宣言し、WWE・スマックダウン女子王者のシャーロット・フレアーをツイスト・オブ・フェイトでリングに叩きつけた。その後、エリミネーション・チェンバー2022でベッキー・リンチの持つWWE・ロウ女子王座に挑戦するも敗北した。

## 得意技
ムーンサルトプレス
2000年代の大抵のディーヴァはレスリング技術が乏しく、空中技とは無縁なのだが、彼女のようにルチャ系の技を使いこなすディーヴァは非常に珍しい。
ツイスト・オブ・フェイト
ハーディー・ボーイズ時代にマットに伝授された技。ジェフのエクストリーム・ツイスト・オブ・フェイトを使ったことがある。
リタDDT
高速でスイングしながら落とすDDT。復帰後は使用する回数が減った。
ハリケーン・ラナ
主に相手の不意を突く形で使用。セコンドでもレフェリーが倒れている時や他に意識している時にも使う。
『ハリケーン・リタ』と呼ばれたことがある。また日本語版では『リタケーン・ラナ』『リタケーン・リタ』と呼ばれたこともある。

## タイトル歴
WWE
- WWE女子王座 : 4回
- WWE女子タッグチーム王座 : 1回 （w / ベッキー・リンチ）
- 2014年度WWE殿堂

## 入場曲
- LoveFuryPassionEnergy (Boy Hits Car)
- It Just Feels Right